# West Mayfield, Pennsylvania
West Mayfield là một thị trấn thuộc quận Beaver, tiểu bang Pennsylvania, Hoa Kỳ. Năm 2010, dân số của thị trấn này là 1239 người.